# In Stahlgewittern

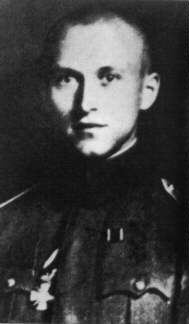
Ernst Jünger im Ersten Weltkrieg (1918)

In Stahlgewittern ist das erste Buch Ernst Jüngers. Es beschreibt Jüngers Erlebnisse an der deutschen Westfront im Ersten Weltkrieg von Dezember 1914 bis August 1918. Das Buch begründete in den 1920er Jahren Jüngers Ruhm als Schriftsteller. Im Urteil der Zeitgenossen wie auch späterer Kritiker spiegelt sich die Ambivalenz des Werkes wider, das den Krieg zwar in all seiner Brutalität beschreibt, ihn aber weder ausdrücklich verurteilt noch auf seine politischen Ursachen eingeht. Man kann es daher affirmativ, neutral oder als Antikriegsbuch lesen. Fernab jeder politischen oder moralischen Parteinahme wird der Krieg bei Jünger zum inneren Erlebnis und zu einer das Bewusstsein des Mitwirkenden schärfenden Erfahrung, die den Verfasser zur Erkenntnis der Bedeutung der Tatkraft des Einzelnen im Überlebenskampf führt.

## Das Werk

### Editionsgeschichte
Das Werk basiert auf den Tagebuchaufzeichnungen Jüngers, die er kurz nach dem Krieg zu einem Buch verarbeitete.
Die Tagebücher selbst, sozusagen Jüngers Rohmaterial, wurden erst 2010 von dem Germanisten Helmuth Kiesel herausgegeben. Im Jahre 2013 erschien die von Helmuth Kiesel edierte historisch-kritische Ausgabe der „Stahlgewitter“.
Die erste Ausgabe wurde im Jahr 1920 im Selbstverlag gedruckt. Im Jahr 1922 erschien eine Ausgabe beim Verlag E. S. Mittler & Sohn.
Da Jünger den Text nach Fertigstellung elfmal überarbeitete (es gab also zwölf Versionen des Textes) und davon sieben Fassungen (einschließlich der Originalfassung) erschienen (1920, 1922, 1924, 1934, 1935, 1961, 1978), stellt sich die Frage, ab wann man die Stahlgewitter als abgeschlossenes Werk auffassen kann. Hierzu haben sich im Wesentlichen zwei Interpretationsansätze etabliert:
- Der eine sieht in der ersten Fassung das ursprünglichste und für die Auslegung maßgebliche Werk und betrachtet die späteren Bearbeitungen als nachrangig, da sie im Zusammenhang mit den jeweils herrschenden politischen Verhältnissen entstanden seien.
- Vertreter des anderen Ansatzes betonen dagegen, man müsse alle Fassungen in eine Gesamtinterpretation des Werkes einbeziehen, da nur so deutlich werde, was durch den Wandel hindurch den schöpferischen Kern der Stahlgewitter ausmacht.

Zwei Neubearbeitungen Jüngers (nämlich die Ausgaben von 1924 und von 1934) kann man aufgrund des Umfangs und der Intention der darin vorgenommenen Änderungen als besonders bedeutsam rezipieren:
- In den 1920er Jahren bearbeitete Jünger das Werk im Sinne des neuen Nationalismus. So fügte er etwa den Schlusssatz hinzu: „Wenn auch von außen Gewalt und von innen Barbarei sich in finsteren Wolken zusammenballen, – solange noch im Dunkel die Klingen blitzen und flammen, soll es heißen: Deutschland lebt und Deutschland soll nicht untergehen!“.
- In den 1930er Jahren revidierte Jünger diese Fassung radikal und strich die meisten nationalistisch gefärbten Passagen wieder. Im Vorwort zur 14. Auflage vom 19. August 1933 bezeichnet er diese bereits als "endgültige Fassung".[6] Spätere Bearbeitungen konzentrierten sich mehr auf stilistische Fragen, wobei eine Tendenz zur Abschwächung drastischer Beschreibungen der Kriegsgräuel vorherrscht, die vermutlich dem erweiterten Leserkreis geschuldet ist.[7]

### Inhalt

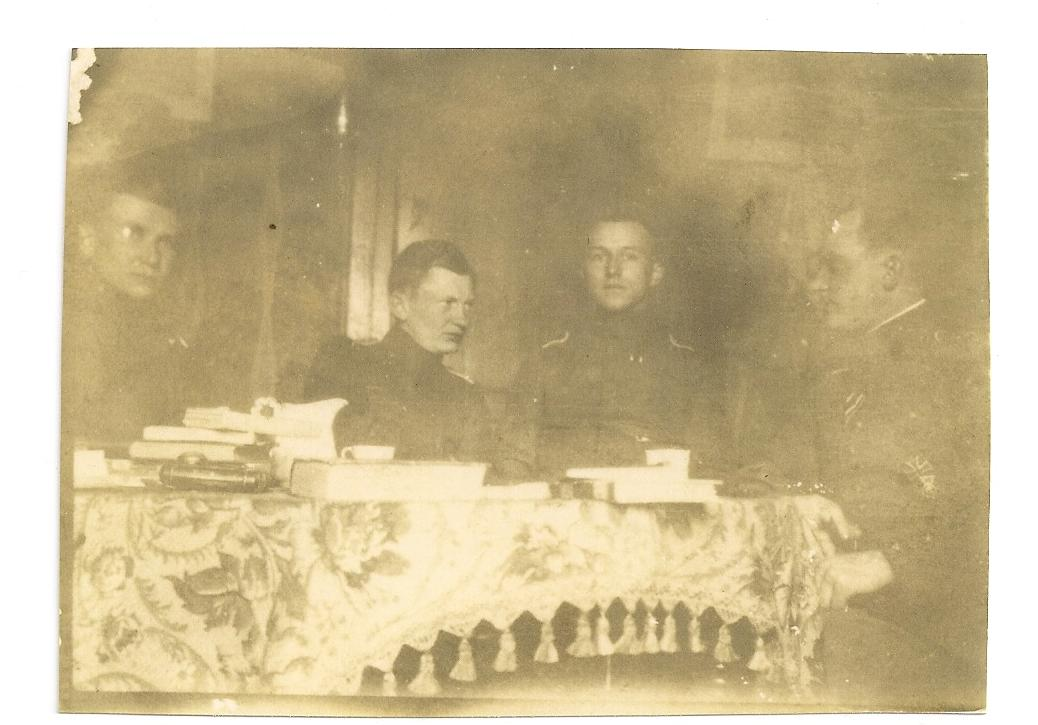
Ernst Jünger (zweiter von rechts) zusammen mit Heinrich Hambrock (zweiter von links)

Jünger schildert die Kampfhandlungen aus der Perspektive eines jungen Kriegsfreiwilligen, der sich nach seiner ersten, im Frühjahr 1915 in der Champagne erlittenen Verwundung zum Infanterieoffizier weiterbilden lässt und anschließend in der Gegend von Arras den Stellungskrieg kennenlernt. Im Zuge seiner Teilnahme an den Kriegsereignissen der folgenden Jahre (u. a. Schlacht an der Somme, Dritte Flandernschlacht, Schlacht von Cambrai, Deutsche Frühjahrsoffensive 1918) entwickelt er sich zum erfahrenen Stoßtruppführer, der zumeist an vorderster Front eingesetzt und mehrfach verwundet wird und hohe Tapferkeitsauszeichnungen erhält (die der Autor mehrfach erwähnt). Er begibt sich oftmals, häufig freiwillig und dem Anschein nach stärker von Neugier und Abenteuerlust als von Pflichtbewusstsein getrieben, in sehr gefährliche Situationen, die er mit der ihm eigenen Mischung aus „Phlegma“, Sinnesschärfe und kaltblütiger Entschlossenheit und sehr oft mit unerhörtem Glück überlebt.

### Darstellung und Deutung der Ereignisse
In den Stahlgewittern fasst Jünger den Krieg als ein schicksalhaftes Geschehen auf, dem die Menschen wie einer Naturgewalt ausgeliefert sind. Dies kommt in der für den Titel gewählten Metapher zum Ausdruck und lässt sich auch anhand anderer Textstellen belegen, in denen Kriegsereignisse als „Unwetter“ oder „Naturschauspiel“ bezeichnet und beschrieben werden.
Literaturhistorisch ist das Werk dem Soldatischen Nationalismus nach 1918 zuzuordnen. Stilistisch ist das Werk am Objektivitätsideal des Realisten Gustave Flaubert orientiert, der auf den kühlen Stil Joseph de Maistres zurückgeht und im sprachlichen Sezieren ihres Gegenstandes eine perspektivische Darstellung evoziert. Die Grausamkeit des Krieges wird eindringlich und realistisch dargestellt, die Beschreibung bleibt dabei nüchtern. Anders als in ähnlichen Werken anderer Kriegsteilnehmer (etwa in Edlef Köppens Roman Heeresbericht oder Erich Maria Remarques Im Westen nichts Neues) hinterfragt er das Geschehen des Krieges und sein eigenes Handeln nicht, sondern konzentriert sich auf die sprachästhetisch anspruchsvolle Darstellung der Geschehnisse und seiner damit verbundenen Empfindungen. Der Sinn des gegenseitigen Tötens wird nur an wenigen Stellen infrage gestellt. Im Vordergrund steht eine Vorliebe für den von Jünger an vielen Stellen als „männlich“ bezeichneten, mutigen und rücksichtslosen Kampf an vorderster Front, besonders für den von ihm oft rauschartig erlebten Nahkampf „Mann gegen Mann“. Ihm wurde daher wiederholt vorgeworfen, in seinem Buch den Krieg zu ästhetisieren oder gar zu verherrlichen. Trotz unsäglicher Schrecknisse und Mühen und ungeachtet (oder gerade wegen) des tödlichen Ernstes, den der Autor keineswegs relativiert, macht der Krieg Jünger zufolge manchen „eben Spaß“, wie er es an einer Stelle besonders drastisch ausdrückt.
Reflexionen über Sinn oder Berechtigung des Krieges finden nicht statt, er wird vom Autor vielmehr wie eine Naturerscheinung hingenommen. Politische Stellungnahmen, etwa patriotisches Pathos oder nationalistische Rechtfertigungen des Krieges, finden sich im Buchtext allerdings ebenso wenig (allenfalls die Schilderung seiner patriotischen Gefühle im ersten Heimaturlaub ließe sich hier anführen). Auch spricht Jünger mit Respekt von den gegnerischen Soldaten und lässt an keiner Stelle eine besondere Bevorzugung des Deutschtums erkennen. Erst in seinem Vorwort zu späteren Ausgaben geht Jünger relativ unbestimmt auf mögliche programmatische Interpretationen seines Werkes ein (im Sinne der politischen Intentionen der republikfeindlichen und nationalen Kreise, denen der Autor zur Zeit der Weimarer Republik nahestand).

### Bedeutung als zeitgeschichtliche Quelle
Militärhistorisch von Interesse sind seine Bemerkungen über die Veränderungen der Kriegs- und Kampftaktik im Verlauf seiner Kriegsteilnahme. Historisch ebenfalls von Bedeutung ist die Tatsache, dass der Autor die hoffnungslose Lage der deutschen Verbände in der Endphase des Krieges angesichts der materiellen und personellen Übermacht des Gegners und der desolaten Versorgungslage der deutschen Truppen unumwunden zugibt und damit indirekt der zur Zeit der ersten Veröffentlichungen seines Werkes gängigen Dolchstoßlegende widerspricht.

### Stellung im Gesamtwerk
Neben In Stahlgewittern veröffentlichte Jünger in den 1920er Jahren weitere Bücher über seine Erlebnisse im Ersten Weltkrieg:
- Der Kampf als inneres Erlebnis (1922),
- Sturm (1923),
- Feuer und Blut (1925),
- Das Wäldchen 125 (1925).

Dann wandte er sich anderen Themen zu. Im Gegensatz zu den späteren Werken mit ihrem mehr reflektierenden und systematischen gedanklichen Aufbau ist In Stahlgewittern ein strukturell sehr einfach aufgebauter, tagebuchartiger Bericht der Fronterlebnisse des Autors, der durch die Unmittelbarkeit und Realitätsnähe der Darstellung auf den Leser wirkt und kaum übergreifende Reflexionen enthält.
In Feuer und Blut (1925) und Das Wäldchen 125 (1925) greift Jünger zwei bereits in den Stahlgewittern behandelte Episoden heraus, die er ausführlicher darstellt. Beide Bücher behandeln die Desillusionierung der Kriegsbegeisterung von 1914. War schon in den Stahlgewittern die Sinnlosigkeit des Krieges erkennbar, so wird sie jetzt zum Kernpunkt der Darstellung. Die jeweiligen Ereignisse sind dabei weder von strategischer noch gar von kriegsentscheidender Bedeutung, vielmehr sind sie, obwohl mit höchstem materiellen und menschlichem Einsatz gekämpft wird, für die deutsche Seite Niederlagen. Es ist diese Verbindung von Einsatz und Niederlage, die für Jünger die Eigenlogik des Krieges ausmacht.

### Zitate
„Manche sind mit weidmännischem Eifer bei der Sache. (…) Einmal schneiden sie vielleicht eine schmale Gasse in das Hindernis vor ihrem Postenstand, um einen über diesen bequemen Durchgang erfreuten Kundschafter vor ihre Flinte zu locken, ein anderes Mal schleichen sie sich nach drüben und binden eine Glocke an den Draht, an der sie vom eigenen Graben aus mit einem langen Faden ziehen, um die englischen Posten aufzuregen. Ihnen macht der Krieg eben Spaß.“

„Kaum war er oben, als ein aus der Sappe abgefeuertes Geschoß quer durch seinen Schädel schlug (...). Er war verheiratet und Vater von vier Kindern. Seine Kameraden lauerten noch lange Zeit hinter den Schießscharten, um Blutrache zu nehmen. (…) Sie schienen in dem Engländer, der das tödliche Geschoß abgefeuert hatte, einen persönlichen Feind zu sehen.“

„Ich war im Kriege immer bestrebt, den Gegner ohne Hass zu betrachten und ihn als Mann seinem Mute entsprechend zu schätzen. Ich bemühte mich, ihn im Kampf aufzusuchen, um ihn zu töten, und erwartete auch von ihm nichts anderes. (…) Wenn mir später Gefangene in die Hände fielen, fühlte ich mich für ihre Sicherheit verantwortlich (…).“

„Den Weihnachtsabend verbrachten wir in Stellung und stimmten, im Schlamm stehend, Weihnachtslieder an, die jedoch von den Engländern mit Maschinengewehren übertönt wurden. (…) Gleich darauf versuchten die Engländer eine freundschaftliche Annäherung, indem sie einen Christbaum auf ihre Brustwehr stellten, der jedoch von unseren erbitterten Leuten mit einigen Schüssen heruntergefegt wurde (…)“

„Immerhin sind schwächliche Leute von Herz besser als kräftige Feiglinge, …“

„Die Dörfer, die wir auf dem Anmarsch durchschritten, hatten das Aussehen großer Tollhäuser angenommen. Ganze Kompanien stießen und rissen Mauern um oder saßen auf den Dächern und zertrümmerten die Ziegel. (…) Zum ersten Male sah ich hier die planmäßige Zerstörung, der ich später im Leben noch bis zum Überdruß begegnen sollte; sie ist unheilvoll mit dem ökonomischen Denken unserer Epoche verknüpft, bringt auch dem Zerstörer mehr Schaden als Nutzen und dem Soldaten keine Ehre ein.“

„Irgendwie drängt sich auch dem ganz einfachen Gemüt die Ahnung auf, daß sein Leben in einen ewigen Kreislauf geschaltet, und daß der Tod des einzelnen gar kein so bedeutungsvolles Ereignis ist.“

„Im Kriege lernt man gründlich, aber das Lehrgeld ist teuer“

## Ausgaben
- Ernst Jünger: In Stahlgewittern. Ein Kriegstagebuch. Mittler & Sohn, 14. Auflage, Berlin 1934 mit Jüngers Vorwort vom Dezember 1919 und August 1933
- Ernst Jünger: Sämtliche Werke. 18 Bände, Band 1: Der Erste Weltkrieg. Klett-Cotta, Stuttgart 1979 f., ISBN 978-3-608-93471-7. Fälschlicherweise wird in der Ausgabe angegeben, dass es sich um den Text der Erstausgabe 1920 handelt, tatsächlich ist es der Text der siebten bzw. letzten Edition von 1978.
- Ernst Jünger: In Stahlgewittern. Klett-Cotta, Stuttgart 2014, ISBN 978-3-608-96070-9. Ebenfalls Text der siebten Edition 1978.
  - Taschenbuchausgabe: Klett-Cotta, Stuttgart 2015, ISBN 978-3-608-96080-8.
- Ernst Jünger: In Stahlgewittern. Klett-Cotta, Stuttgart 2013, ISBN 978-3-608-93946-0. Historisch-kritische Ausgabe mit Texten aller Editionen.

Adversarien
Die Stahlgewitter basieren auf Rohaufzeichnungen Jüngers, die erschienen sind unter dem Titel Kriegstagebuch 1914–1918.

## Übersetzungen
- Bajo la tormenta de acero, Übersetzung ins Spanische von Julio A. López, Biblioteca del Suboficial 15, Círculo Militar, Buenos Aires 1922.
- The Storm of Steel, Übersetzung ins Englische von Basil Creighton, Chatto & Windus, London 1929.
- Orages d'acier. Souvenirs du front de France (1914–1918), Übersetzung ins Französische von F. Grenier, Payot, Paris 1930.
- Tempestades de acero, Übersetzung ins Spanische von Mario Verdaguer, Iberia, Barcelona 1930.
- Kōtetsu no arashi, Übersetzung ins Japanische von Satō Masao, Senshin-sha, Tokio, 1930.
- Książę piechoty. W nawałnicy żelaza, Übersetzung ins Polnische von Janusz Gaładyk, Warszawa 1935.
- Prin furtuni de oţel, Übersetzung ins Rumänische von Victor Timeu, 1935.
- Orages d'acier. Journal de guerre, Übersetzung ins Französische von Henri Plard, Plon, Paris 1960.
- Tempeste d'acciaio, Übersetzung ins Italienische von Giorgio Zampaglione, Edizioni del Borghese, Roma 1961.
- Nelle tempeste d'acciaio, Übersetzung ins Italienische von Giorgio Zampaglione, Collana Biblioteca della Fenice, Parma, Guanda, 1990.
- Tempeste d'acciaio, Übersetzung ins Italienische von Gisela Jaager-Grassi, Collezione Biblioteca n.94, Pordenone, Edizioni Studio Tesi, 1990.
- I stålstormer, Übersetzung ins Norwegische von Pål Norheim und Jon-Alfred Smith, Tiden norsk förlag, Oslo 1997; 2010 als I en storm av stål: Dagbok fra Vestfronten 1915–1918, Vega Forlag, Oslo 2010.
- W stalowych burzach, Übersetzung ins Polnische von Wojciech Kunicki, Warszawa 1999.
- В стальных грозах, Übersetzung ins Russische von Н. О. Гучинская, В. Г. Ноткина, Владимир Даль, СПб. 2000.
- Oorlogsroes, Übersetzung ins Niederländische von Nelleke van Maaren, De Arbeiderspers, Amsterdam 2002.
- Storm of Steel, Übersetzung ins Englische von Michael Hofmann, Penguin Books, London 2003.
- Tempestades de acero, Übersetzung ins Spanische von Andrés Sánchez Pascual, Tusquets, Barcelona 2005.
- Teräsmyrskyssä, Übersetzung ins Finnische von Markus Lång, Ajatus Kirjat, Helsinki 2008.
- I stålstormen, Übersetzung ins Schwedische von Urban Lindström, Bokförlaget Atlantis, Stockholm 2008.
- Orages d'acier, rev. Übersetzung ins Französisch von Julien Hervier, Gallimard, Paris 2008.
- Tempestades de aço, Übersetzung ins Portugiesische von Marcelo Backes, Cosac & Naify, São Paulo, 2013.
- I stålstormen. Übersetzung ins Dänische von Adam Paulsen und Henrik Rundqvist, Gyldendal, Kopenhagen 2014.
- Acélzivatarban. Übersetzung ins Ungarische von Csejtei Dezső und Juhász Anikó, Noran Libro Kiadó, Budapest 2014.
- В сталевих грозах, Übersetzung ins Ukrainische von Юрко Прохасько (Yurko Prokhasko), Чернівці (Chernivtsi), Kiev, 2014.
- Plieno audrose, Übersetzung ins Litauische von Laurynas Katkus, Kitos knygos, Vilnius 2016.
- În furtuni de oțel, Übersetzung ins Rumänische von Viorica Nişcov, Corint, Bucharest, 2017.
- Çelik fırtınalarında. Übersetzung ins Türkische von Tevfik Turan, Jaguar Kitap, Istanbul 2019.
- Бури от стомана. Übersetzung ins Bulgarische von Иван Ланджев (Ivan Landjev), Изток-Запад (Iztok-Zapad), Sofia 2022.